# André Declercq
André Declercq (* 26. September 1908 in Passendale; † 1993 in Zonnebeke), international bekannt als Andre Declerq, war ein belgischer Dartspieler.

## Karriere
Declercq stammte aus Zonnebeke in Westflandern und begann um das Jahr 1930 mit dem Darts. Er konnte insgesamt fünfmal die nationale Meisterschaft gewinnen (1968, 1969, 1973, 1974, 1976). Declercq gehörte zu den letzten Spielern, die bis in die 1970er Jahre hinein regelmäßig auf Triple 19 zielten und trug daher den Spitznamen „Mister Triple 19“. Beim World Masters 1974 erreichte der Belgier als ältester Teilnehmer nach Siegen über Ronald Stouchbury und Dalys Elias das Viertelfinale, bei den French Open 1978 unterlag Declercq im Finale seinem Landsmann Luc Marreel. Weitere Teilnahmen sind belegt an der Indoor League 1975, dem World Masters 1976, dem Golden Darts Tournament 1977 und dem WDF Europe Cup 1980.
André Declercq spielte in den 1930er Jahren Fußball beim SC Zonnebeke, war verheiratet und hatte vier Kinder. Er starb im Alter von 85 Jahren in seiner Heimatstadt.